# Xbox Magazine Ufficiale
Xbox Magazine Ufficiale (anche abbreviato semplicemente XMU) era una rivista italiana che si occupava di videogiochi per la piattaforma Xbox; la rivista, fondata dal gruppo editoriale Future Media Italy, è diventata di proprietà della Sprea Media Italy con l'acquisizione della società da parte di quest'ultima. Il 21 febbraio 2012 è stata annunciata la chiusura della testata.

## Storia
Nel numero 50 si ha un cambio di copertina (dalla classica impostazione Xbox alla nuova impostazione 360) e viene offerto un game disc doppia faccia. Successivamente è stato sostituito dal numero successivo con un disco a doppio strato.
Dal numero 62 (dicembre 2006) sono state rimosse le demo dedicate alla prima Xbox per far totalmente spazio a quelle dedicate alla Xbox 360.

## Sezioni della rivista
- Lettere le lettere dei lettori
- Gli imperdibili i giochi migliori disponibili per la console di casa Microsoft
- Panorama uno sguardo al futuro di Xbox e Xbox Live
- Primo impatto le anteprime dei giochi in uscita
- Primo piano approfondimenti e speciali sui giochi in uscita
- Recensioni le "prove su strada" dei giochi appena usciti

Dopo di queste c'è la sezione Play:More che contiene le seguenti rubriche:
- Game disc la guida al Game disc allegato
- Le guide di XMU le guide approfondite ai giochi più ardui del momento
- Calendario per tenere sotto controllo le date di uscita dei giochi

## Direzione
Il responsabile di redazione è stato Francesco Alinovi, poi collaboratore di Game Pro. In seguito è divenuto Alessandro Polli.